# برج إيفل في الثقافة الشعبية

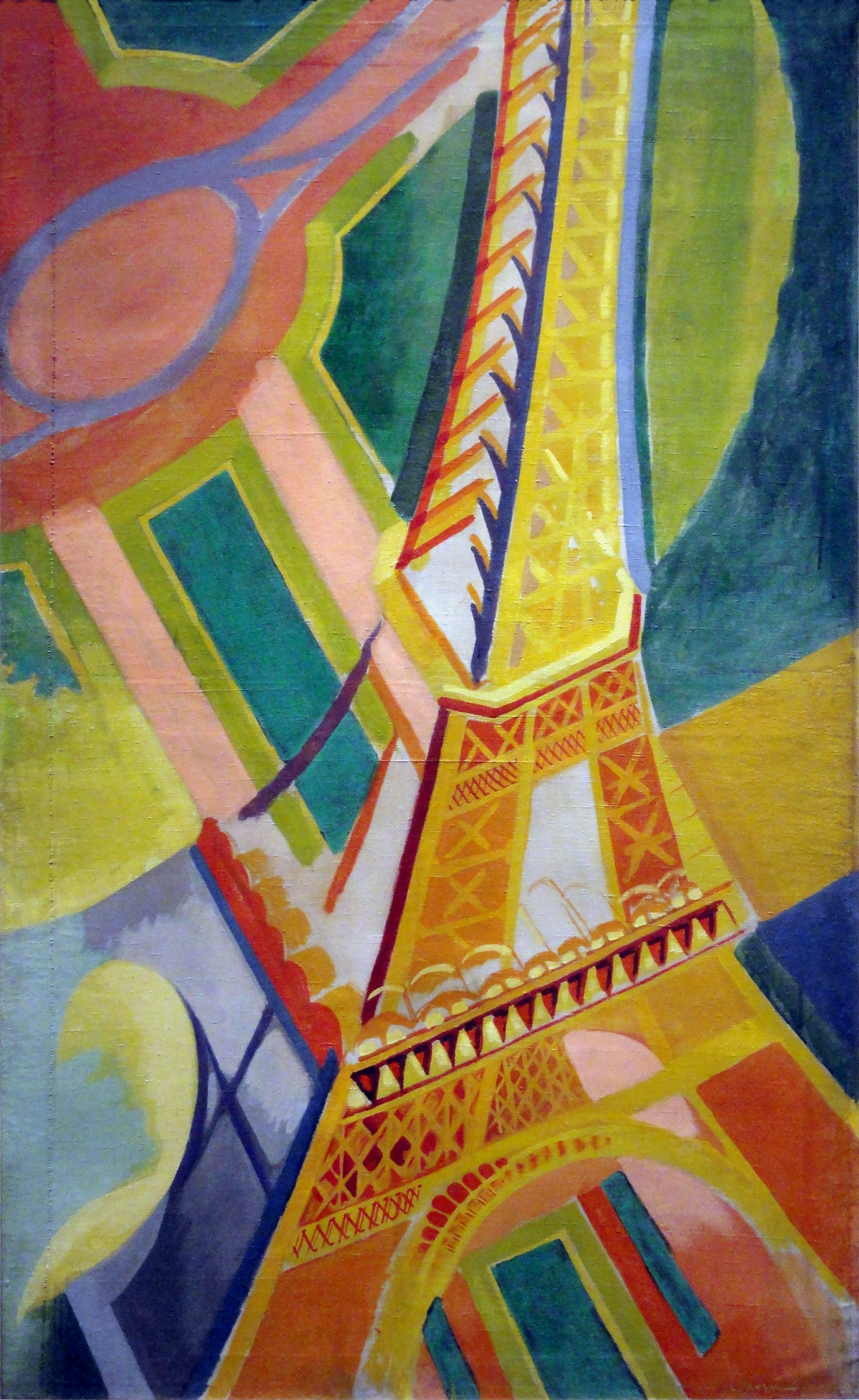

ظهر برج إيفل بشكل متكرر في الأعمال الخيالية بسبب طبيعته المميزة. لاحظ الناقد السينمائي الكبير روجر إيبرت في عموده على الإنترنت أنه بغض النظر عن المكان الذي يتم فيه مشهد سينمائي في باريس، يكون برج إيفل مرئيًا في الخلفية.

## عنصر الحبكة الرئيسية
في بعض الحالات، يكون البرج عنصر الرسم الرئيسي أو عنصر مؤامرة مهمًا.
- 1949 في فيلم «الرجل على برج إيفل»، يلعب البرج دوراً مركزياً.
- 1951 في الفيلم الكوميدي رحلة السيد هولاند، تعد نماذج البرج مركزية في المؤامرة، وتحدث الذروة على البرج الحقيقي.
- 1960 في الفيلم «زازي في المترو»، يحدث مشهد مطاردة على درج وعوارض البرج.
- 1980 رواية جون دينيس «برج الرهائن» (بناء على فكرة من أليستير ماكلين) تعرض مخططاً جريئاً للاستيلاء على البرج واستخدام التهديد بتدميره لابتزاز الملايين من الحكومة الفرنسية. جرى تصريف القصة في فيلم تليفزيوني يحمل الاسم نفسه.
- 1985 فيلم جيمس بوند بعنوان نظرة إلى قتل يحتوي على مشهد في البرج، بما في ذلك مشاهد في مطعم جول فيرن هناك (جرى تصويره في مكان آخر)، قتال على الدرج، والقفزة الأساسية من أعلى البرج التي قفزها بوند (الذي لعب دورهُ روجر مور للمرة الأخيرة) قاتلاً مقنعاً قتل للتو المحقق الفرنسي الذي كان بوند يجتمع معه (كُشف عن القاتل لاحقاً باسم يوم مايو، الذي تلعب دوره جريس جونز). يظهر مقطع الفيديو الخاص بأغنية العنوان أعضاء دوران دوران كقتلة وجواسيس في البرج أو حوله.

- 1987 حلقة من «صائدو الأشباح الحقيقيون» بعنوان «صائدو الأشباح في باريس» جعلت البرج مسكوناً، ما تسبب في قيام مسؤول حكومي فرنسي بالذهاب إلى نيويورك وطلب مساعدة صائدي الأشباح. أدركوا لاحقًا أن إيفل طور البرج لاصطياد الأشباح، ما جعل برج إيفل أكبر «وحدة لاحتواء الأشباح» في العالم. بحلول نهاية القصة، ينقل الأشباح إلى وحدة الاحتواء الأولية لـ صائدو الأشباح في نيويورك، ما يؤدي بشكل أساسي إلى التخلص من الأشباح في البرج.
- 1991 في شركة Business، في المواجهة المناخية بين البطلين ومجموعة من وكالة المخابرات المركزية القاتلة ووكلاء الاستخبارات السوفيتية حدث الدخول والخروج من مصاعد البرج.
- 1995 في خاتمة الموسم الثالث من هايلاندر: السلسلة، «خاتمة الجزء 2» دنكان ماكلويد هزم فريق كالاس الخالد فوق البرج.
- 2003 في فيلم «الطلاق»، شوهدت مصاعد البرج وسلالمه ومستوياته المختلفة على نطاق واسع حيث تلاحق إحدى الشخصيات الأخرى بالقرب من نهاية الفيلم. يظهر البرج على ملصق الفيلم الترويجي، كما أنه مذكور في دليل سياحي مزعوم للبرج مسموع في الموسيقى التصويرية.
- 2003 ظهر البرج في أغنية بريتني سبيرز «سامة».
- 2006 مؤامرة «ليلة السحرة الجدد» من سلسلة كتب «ماجيك تري هاوس» من تأليف «ماري بوب أوزبورن» كان الأبطال يبحثون في معرض 1889 العالمي أسفل برج إيفل المشيد حديثاً عن ألكسندر جراهام بيل ولويس باستور وتوماس إديسون وغوستاف إيفل، الذين قد تجمعوا جميعًا فوق البرج.[2]
- 2007 ظَهرَ البرج في فيلم «ساعة الذورة» باعتبارها ذروة المعركة. وكانت أجزاء من المعركة شريطاً فعلياً للمَعلم الشهير، بينما جرى تكرار تسلسلات أخرى.[3]
- 2007 مؤامرة القتل الغامضة على برج إيفل: لغز فيكتور ليجريس بواسطة كلود إيزنر، تتضمن جريمة قتل على البرج، خلال معرض باريس عام 1889.
- 2013 عُرض برج إيفل كمحاكاة ساخرة في فيلم الرسوم المتحركة منخفض الميزانية الممول من كيك ستارتر، شخصيات ديك: الفيلم، استنادًا إلى سلسلة الويب المتحركة، شخصيات ديك. الجزء العلوي من البرج هو المكان الذي توجد فيه القطعة الثانية من السيف القديم التي جرى تعيين الشخصيات الرئيسية لاستعادتها.
- 2013 "بيوشوك إنفينيت" إليزابيث كان حلمها الذهاب إلى باريس. استُخدمت العديد من اللقطات للبرج. والتكملة لها دفن في البحر في الحلقة الثانية.
- 2013 رواية في «باريس»، يلعب بناء برج إيفل دوراً مهماً.
- 2015 في فيلم «أرض الغد»، يسافر الأبطال إلى البرج للوصول إلى كبسولة سفر متعددة الأبعاد.

### تدمير البرج
يُعد هذا النوع الفرعي ملحوظًا، إذ تدور جميع مراكز العمل أو جزء منها حول تدمير البرج الحقيقي أو التهديد بتدميره.
1965 في فيلم «السباق الكبير جاك ليمون»، أخفق البروفيسور فايت في تشغيل المدفع، ما تسبب في انهيار البرج في نهاية الفيلم.
1981 في النسخة الأصلية من «الرجل الذي رأى الغد»، تتضمن تنبؤات الحرب العالمية الثالثة انهيار البرج عند تدمير باريس.
1986 في رامبو: حلقة قوة الحرية، يهدد الجنرال وارهوك الرقيب هافوك ونوماد بتفجير برج إيفل.
1992 في حلقة سلاحف النينجا «سلاحف النينجا المراهقون المتحولون» «برج القوة»، يمتلك كرانج مغناطيساً كهربائياً عملاقاً، ويريد استخدامهُ لسحب تكنودروم من موقع الكويكب Dimension X به باستخدام برج إيفل كهوائي. يبدأ برج إيفل في الانسحاب من أساساته وباتجاه بوابة الأبعاد. في اللحظة الأخيرة، يدمر دوناتيلو المولد ويسقط برج إيفل على الأرض دون أن يتضرر.
1992 في حلقة سلاحف "النينجا المراهقون المتحولون" "الصدأ لا ينام أبدًا"، يقوم دي بوب وروك ستيدي بتفجير المعادن باستخدام گرانجز "صاروخ مؤكسد". يخطط گرانج مسبقاً لاستخدام "صاروخ المؤكسد" لإرسال تكنودروم إلى الأرض، وعندما يفشل، يعتقد گرانج أنه يمكن استخدامهُ من خلال التهديد بصدأ المعدن إذا لم يستسلم الناس لـ گرانج وشرايدر.  حتى برج إيفل يتعرض للانفجار، ويبدأ في الانهيار من الصدأ.  في النهاية، يعكس دوناتيلو جهاز گرانج لإعادة المعادن إلى وضعها الطبيعي.
1993 في كتاب «ألذ تين» لـ كريس فان ألسبورج، البرج منحنٍ/ متدلٍ بسبب حدث غير معروف. يذكر البرج على أنه جرى إصلاحه/ أعيد بناؤه إلى شكله الطبيعي فيما بعد.
1995 في اللعبة الإستراتيجية في الوقت الحقيقي من «القيادة والقهر»، يكون البرج واحدًا من أربعة أهداف يمكن اختيارها لسلاح «ايون كانون» المختطف من مبادرة الدفاع العالمية، خلال التسلسل النهائي لحملة جماعة الإخوة في نود.
1996 يظهر البرج في مستوى باريس في لعبة البلايستيشن «المعدن الملتوي 2». يفجر البرج باستخدام قنبلة بعيدة ويسقط كجسر يؤدي إلى المباني الأخرى.
1999 في سلسلة هواة سينتاي الفرنسية فرسان «فرنسا الخمسة»، يجري تدمير البرج في الهدف الرئيسي لإمبراطورية الشر ليكسوس، حيث أنه يولد حاجزاً حول الكوكب يمنعه من إرسال جيوش جماعية.
2002 في الكتاب الهزلي الصادر عام 2002 بعنوان الهيئة: كيڤ، يكون البرج بمثابة صاروخ لتدمير سفينة رائد فضائي غريبة.
2004 في فيلم غودزيلا: الحرب الأخيرة، يهاجم كاماكوراس البرج.
2008 عُرض على القناة التاريخية برنامج «حياة ما بعد الناس»، يظهر فيه تآكل البرج بعد نحو 200 عام بسبب اختفاء البشر.
2008 في أعقاب ناشيونال جيوغرافيك: عدد السكان صفر، ينهار البرج في مسألة مشابهة للحياة بعد الناس، ولكن بمعدل أبطأ قليلاً من 230 عامًا بدلاً من 200. مع التآكل من مياه الأمطار، والجليد والصواعق التي تدمر النصف العلوي منه والحديد يصدأ ويتأرجح. بسبب الرياح القوية ينهار في النهاية، ويسقط في المستنقع الجديد على نهر السين الذي يغمر بقايا باريس. بعد 1000 عام، تبقى أرجلهُ الأربعة فقط قائمة بينما تُغطى الأجزاء المنهارة بالتربة والغطاء النباتي.
2008 في لعبة الفيديو تدمير كل البشر!  مسار فورون، البرج (المسمى «برج بيلفيل») هو موقع معركة ضخمة ضد عالم المحيطات هنري كروستو، الذي كان فيه رجلًا آليًا عملاقًا على شكل حبار يكاد أن يدمره في هذه العملية. يمكن للاعب أيضاً تدمير البرج في أثناء التجوال الحر.
2009 جي. إي. جو: صعود الكوبرا. يصور البرج بينما يُدمَّر بواسطة سحابة تتوسع بسرعة من آلات النانون الآكلة للمعادن.
2010 في حالات الطوارئ 2012: البحث عن السلام، تبدأ المهمة بمشهد سينمائي يتضمن بثاً إخبارياً فرنسياً يصور البرج وقد انهار على الجانب فوق العديد من المباني بسبب العواصف الرعدية الهائلة.
2011 في لعبة الفيديو نداء الواجب الحروب الحديثة 3، تنتهي المهمة بقافلة تتوقف عند برج إيفل المتضرر. تُستدعى غارة جوية ويسقط البرج في النهر.
2011 في فيلم «معدن تورنادو»، يدمر الإعصار جزءاً من البرج ويطير به.